# Rio Dolia Frumoasă
O Rio Dolia Frumoasă é um rio da Romênia, afluente do Rio Rudăreasa, localizado no distrito de Vâlcea.